# Luis Piera
Luis Piera Bertrán (Montevideo, Uruguay, 30 de enero de 1855 - 21 de abril de 1933) fue un magistrado y diplomático uruguayo, miembro de la primera Alta Corte de Justicia de su país entre 1907 -año de su creación- y 1910.

## Primeros años
Nació en Montevideo el 30 de enero de 1855, hijo de Agustín Piera, español, y de María Bertrán, uruguaya.
Estudió en el Colegio Nacional, en el Colegio de los Padres Escolapios y finalmente en la entonces llamada Universidad Mayor de la República, en la que se graduó como abogado en 1878.
Ingresó a la Administración pública en 1870 como auxiliar y luego oficial en la Contaduría General del Estado, puesto en el que permaneció hasta 1878, en que fue designado secretario en la Legación de Uruguay en el Imperio del Brasil, cargo que ocupó hasta agosto de 1881.
En 1882 ocupó los cargos de abogado y asesor de la municipalidad de Montevideo, miembro de la Comisión Revisora del Código de Minería, entre otros.

## Carrera judicial (1882-1910)
En octubre de 1882 ingresó a la magistratura como Juez Letrado de Paysandú.
De febrero a junio de 1883 fue Juez Correccional en Montevideo, y desde esta última fecha hasta octubre de 1885, Juez Letrado Departamental de Montevideo.
En octubre de 1885 fue nombrado Fiscal Letrado en lo Civil (dichas fiscalías, previamente al año 1907, formaban parte del Poder Judicial y no del Poder Ejecutivo como ocurrió posteriormente).
El 14 de julio de 1887 la Asamblea General lo designó ministro del Tribunal de Apelaciones de Segundo Turno, junto a Saturnino Alvarez, en reemplazo de los renunciantes Alberto Nin y Conrado Rucker; y por consiguiente, miembro del Superior Tribunal de Justicia.
En efecto, en aquel momento no se encontraba aún creada la Alta Corte de Justicia (aunque ya prevista por la Constitución de 1830) por lo que el órgano máximo del Poder Judicial de Uruguay estaba compuesto por el pleno de los seis integrantes reunidos de los dos Tribunales de Apelaciones entonces existentes (los que contaban con tres ministros cada uno), actuando bajo la denominación de Superior Tribunal de Justicia. Piera se desempeñó como miembro de dichos tribunales por espacio de veinte años.
En 1900 fue miembro de la Comisión Revisora del Código de Comercio.
El 28 de octubre de 1907 se sancionó finalmente la ley (más tarde numerada como 3.246), que creó la Alta Corte de Justicia.
El 9 de diciembre de 1907 Piera fue uno de los cinco magistrados electos por la Asamblea General para integrar la Alta Corte fundacional, recibiendo 66 votos. Los restantes nombrados fueron Domingo González, Carlos Fein, Benito Cuñarro y Ezequiel Garzón. La Corte quedó efectivamente instalada el día 19 de diciembre, al jurar el cargo los ministros designados.
Si bien la ley aprobada preveía en su artículo 36 que los miembros de la Alta Corte y todos los magistrados del Poder Judicial en general cesarían en su cargo al cumplir 70 años de edad, dicho artículo establecía a continuación que "En la constitución de la primera Alta Corte de Justicia no regirá lo dispuesto en el inciso anterior". Tampoco se establecía un período de duración máxima en el cargo para los miembros de la Alta Corte, por lo que el mandato de Piera y los demás integrantes de la Alta Corte inaugural era virtualmente vitalicio.
Sin embargo, ninguno de los cinco miembros designados permanecería en la Corte hasta el fin de su vida. En 1908 se jubilaron González y Fein; en tanto que Piera sería el tercero en retirarse, en diciembre de 1910, tras haber permanecido tres años en el cargo, para asumir un puesto diplomático. Fue sustituido por Pablo de María.

## Carrera diplomática y otras actividades
El 30 de diciembre de 1910 fue designado enviado extraordinario y ministro plenipotenciario (embajador) del Uruguay en Francia por el gobierno de Claudio Williman. 
En febrero de 1912 fue trasladado al mismo cargo en la Legación en Alemania.
Se desempeñó asimismo como Delegado del Uruguay en el centenario de la República Argentina, Presidente del Club Uruguay, presidente de la Asociación Patriótica del Uruguay, Vicepresidente del Consejo de Patronato de Delincuentes y Menores, Miembro de la Comisión Financiera del Puerto de Montevideo, y Presidente de la Liga Uruguaya contra la Tuberculosis.
Falleció el 21 de abril de 1933, a los 78 años de edad.
Una calle de Montevideo lleva su nombre.